# Basketball-Südamerikameisterschaft der Damen 2013
Die Basketball-Südamerikameisterschaft der Damen 2013, die 33. Basketball-Südamerikameisterschaft der Damen, fand zwischen dem 31. Juli und 4. August 2013 in Mendoza, Argentinien statt, das zum zweiten Mal die Meisterschaft ausrichtete. Gewinner war die Mannschaft Brasiliens, die ungeschlagen zum 24. Mal, zum 14. Mal in Folge, die Südamerikameisterschaft der Damen erringen konnte.

## Teilnehmende Mannschaften
Argentinien
| Position | #  | Name                  | Größe (m) | Geburtsdatum |
| -------- | -- | --------------------- | --------- | ------------ |
| F        | 4  | Macarena Rosset       | 1,78      | 23.02.1991   |
| SG       | 5  | Debora Gonzalez       | 1,70      | 10.01.1990   |
| SF       | 6  | Paula Reggiardo       | 1,75      | 31.08.1984   |
| C        | 7  | Diana Cabrera         | 1,85      | 07.08.1993   |
| SF       | 8  | Maria Cecilia Lineira | 1,80      | 10.05.1983   |
| PG       | 9  | Nadia Flores          | 1,70      | 01.11.1990   |
| PF       | 10 | Agostina Burani       | 1,86      | 04.10.1991   |
| PG       | 11 | Melisa Gretter        | 1,67      | 24.01.1993   |
| G        | 12 | Ornella Santana       | 1,80      | 17.09.1990   |
| SG       | 13 | Natacha Perez         | 1,76      | 30.03.1991   |
| C        | 14 | Carolina Sanchez      | 1,82      | 05.01.1976   |
| PF       | 15 | Gisela Veronica Vega  | 1,86      | 14.03.1982   |

 Brasilien

| Position | #  | Name                         | Größe (m) | Geburtsdatum |
| -------- | -- | ---------------------------- | --------- | ------------ |
| F        | 4  | Joice Coelho                 | 1,81      | 01.04.1993   |
| G        | 5  | Débora da Costa              | 1,64      | 12.08.1991   |
| G        | 6  | Carina Martins               | 1,75      | 17.02.1992   |
| F        | 7  | Patricia Ribeiro             | 1,76      | 28.09.1990   |
| G        | 8  | Taina Da Paixao              | 1,71      | 29.11.1991   |
| SF       | 9  | Jaqueline de Paula Silvestre | 1,77      | 17.02.1986   |
| F        | 10 | Tatiane Nascimento           | 1,80      | 16.10.1990   |
| PF       | 11 | Clarissa dos Santos          | 1,90      | 10.03.1988   |
| PF       | 12 | Damiris Do Amaral            | 1,90      | 17.11.1992   |
| C        | 13 | Fabiana Souza                | 1,92      | 18.01.1991   |
| PF       | 14 | Franciele do Nascimento      | 1,88      | 19.10.1987   |
| C        | 15 | Fernanda Bibiano             | 1,90      | 29.11.1985   |

 Chile

| Position | #  | Name                    | Größe (m) | Geburtsdatum |
| -------- | -- | ----------------------- | --------- | ------------ |
| C        | 4  | Paola Naranjo           | 1,83      | 19.01.1978   |
| PF       | 5  | Jenifer Fuentes         | 1,81      | 11.03.1996   |
| PG       | 6  | Javiera Novion          | 1,69      | 14.05.1987   |
| C        | 7  | Ziomara Morrison        | 1,95      | 15.02.1989   |
| SG       | 8  | Catalina de la Quintana | 1,72      | 13.05.1988   |
| PF       | 9  | Milena Koljanin         | 1,82      | 05.08.1995   |
| SG       | 10 | Valentina Aragonese     | 1,72      | 30.01.1979   |
| SF       | 11 | Javiera Morales         | 1,76      | 11.09.1992   |
| PF       | 12 | Catalina Abuyeres       | 1,82      | 25.02.1997   |
| C        | 13 | Tatiana Gomez           | 1,90      | 31.12.1981   |
| SG       | 14 | Barbara Cousiño         | 1,75      | 23.05.1996   |
| PG       | 15 | Sendy Basaez            | 1,70      | 03.05.1996   |

 Kolumbien

| Position | #  | Name                        | Größe (m) | Geburtsdatum |
| -------- | -- | --------------------------- | --------- | ------------ |
| SG       | 4  | Myriam Alonso               | 1,75      | 05.11.1992   |
| SF       | 5  | Elisa Garcia                | 1,80      | 10.08.1990   |
| SG       | 6  | Paola Avendano              | 1,68      | 28.01.1991   |
| PG       | 7  | Sara Olarte                 | 1,75      | 19.01.1990   |
| SF       | 8  | Leidy Sanchez               | 1,75      | 28.09.1986   |
| SF       | 9  | Maria Palacio               | 1,72      | 30.04.1985   |
|          | 10 | Mabel Martinez              |           | 28.10.1986   |
| C        | 11 | Luz Asprilla                | 1,83      | 05.06.1992   |
| SG       | 12 | Jenifer Munoz               | 1,70      | 01.02.1991   |
| G        | 13 | Marlyn Vente                | 1,70      | 08.07.1995   |
| G        | 14 | Diana Patricia Prens Garcia | 1,70      | 06.09.1995   |
| C        | 15 | Tathiana Mosquera           | 1,97      | 15.12.1989   |

 Paraguay

| Position | #  | Name                 | Größe (m) | Geburtsdatum |
| -------- | -- | -------------------- | --------- | ------------ |
| C        | 4  | Ilda Peña            | 1,80      | 09.01.1984   |
| G        | 5  | Paola Ferrari        | 1,78      | 16.09.1985   |
| SF       | 6  | Tamara Insfran       | 1,72      | 26.07.1989   |
| F        | 7  | Claudia Aponte       | 1,72      | 17.01.1991   |
| PG       | 8  | Maria Mercado        | 1,61      | 16.10.1989   |
| F        | 9  | Vivian Aponte        | 1,74      | 09.10.1982   |
| G        | 10 | Johanna Ghiringhelli | 1,67      | 02.01.1986   |
| G        | 11 | María Caraves        | 1,69      | 31.05.1992   |
| F        | 12 | Marta Peralta        | 1,71      | 16.07.1994   |
| PF       | 13 | Ana Escauriza        | 1,74      | 13.07.1989   |
| PF       | 14 | Astrid Huttemann     | 1,78      | 04.04.1992   |
| F        | 15 | Monica Vega          | 1,70      | 01.09.1989   |

 Peru
| Position | #  | Name                 | Größe (m) | Geburtsdatum |
| -------- | -- | -------------------- | --------- | ------------ |
| SF       | 4  | Giovanna De Lorenzi  | 1,72      | 15.06.1988   |
| SG       | 5  | Daniela Porras       | 1,65      | 21.10.1990   |
| PG       | 6  | Fiorella Debenedetti | 1,73      | 23.07.1986   |
| PF       | 7  | Daniela Scamarone    | 1,77      | 07.01.1989   |
| C        | 8  | Lorena Garcia        | 1,81      | 24.04.1994   |
| PF       | 9  | Mercedes Esparta     | 1,78      | 22.04.1989   |
| SG       | 10 | Mariel Quiroz        | 1,70      | 12.08.1986   |
| SF       | 11 | Gabriela Duarte      | 1,74      | 03.05.1989   |
| SG       | 12 | María Plasencia      | 1,72      | 13.09.1992   |
| C        | 13 | Ximena Vega          | 1,80      | 13.04.1990   |
| C        | 14 | Elsa Gonzalez        | 1,85      | 02.04.1990   |

 Uruguay
| Position | #  | Name                | Größe (m) | Geburtsdatum |
| -------- | -- | ------------------- | --------- | ------------ |
| SG       | 4  | Cindy Ezquiaga      | 1,70      | 12.02.1989   |
| PG       | 5  | Fiorella Martinelli | 1,65      | 09.08.1985   |
| SG       | 6  | Maria Guadalupe     | 1,74      | 27.10.1990   |
| SF       | 7  | Yessica Lopez       | 1,70      | 24.01.1991   |
| SF       | 8  | Mariana Sosa        | 1,70      | 26.04.1985   |
| PG       | 9  | Maria Pereyra       | 1,71      | 19.12.1986   |
| C        | 10 | Renee Dall’Orto     | 1,90      | 01.01.1987   |
| SF       | 11 | Sabina Bello        | 1,75      | 25.03.1989   |
| C        | 12 | Florencia Sergio    | 1,90      | 23.08.1995   |
| C        | 13 | Juliana Dibarboure  | 1,85      | 23.01.1989   |
| PF       | 14 | Rossana Dagnino     | 1,72      | 09.05.1989   |
| PF       | 15 | Florencia Somma     | 1,75      | 19.04.1988   |

 Venezuela
| Position | #  | Name             | Größe (m) | Geburtsdatum |
| -------- | -- | ---------------- | --------- | ------------ |
| F        | 4  | Maria Requena    | 1,75      | 16.03.1990   |
| G        | 5  | Roselis Silva    | 1,70      | 01.08.1991   |
| C        | 6  | Yosimar Corrales | 1,81      | 05.02.1990   |
| F        | 7  | Jofranny Guerra  | 1,71      | 06.07.1988   |
| PF       | 8  | Ivaney Marquez   | 1,81      | 17.03.1983   |
| G        | 9  | Daniela Wallen   | 1,78      | 04.04.1995   |
| F        | 10 | Lusiana Ortega   | 1,75      | 22.09.1989   |
| G        | 11 | Mariana Duran    | 1,72      | 12.05.1993   |
| F        | 12 | Cleyder Blanco   | 1,82      | 12.01.1990   |
| PF       | 13 | Marielka Garate  | 1,83      | 07.02.1995   |
| F        | 14 | Waleska Perez    | 1,81      | 17.02.1994   |

## Modus
In der Vorrunde spielten je vier Mannschaften in zwei Gruppen (Gruppe A und B) gegeneinander. Die Gruppenersten und -zweiten zogen ins Halbfinale ein, wobei die Gruppenersten gegen die Gruppenzweiten der anderen Gruppe im KO-Modus antraten. Die anderen Plätze wurden in Klassifizierungsspielen nach demselben Verfahren ausgespielt.

## Ergebnisse

### Vorrunde
Gruppe A
| Platzierung | Mannschaft | Punkte | G | V | Körbe   | Diff |
| ----------- | ---------- | ------ | - | - | ------- | ---- |
| 1           | Brasilien  | 6      | 3 | 0 | 286:135 | +151 |
| 2           | Chile      | 5      | 2 | 1 | 233:177 | +56  |
| 3           | Kolumbien  | 4      | 1 | 2 | 152:195 | −43  |
| 4           | Peru       | 3      | 0 | 3 | 112:276 | −164 |

| 31. Juli 14:00 | Report | Kolumbien                                                            | 64 – 31 | Peru                                                                      |  |
| 31. Juli 14:00 | Report | Punkte pro Viertel: 18 : 7, 13 : 9, 14 : 12, 19 : 3                  |         |                                                                           |  |
| 31. Juli 14:00 | Report | Punkte: T. Mozquera 14 Rebounds: M. Martinez 8 Assists: M. Palacio 3 |         | Punkte: M. Plasencia 10 Rebounds: E. Gonzalez 8 Assists: F. Debenedetti 2 |  |
| 31. Juli 14:00 | Report |                                                                      |         |                                                                           |  |

| 31. Juli 19:30 | Report | Brasilien                                                               | 80 – 63 | Chile                                                                         |  |
| 31. Juli 19:30 | Report | Punkte pro Viertel: 20 : 12, 18 : 16, 24 : 17, 18 : 18                  |         |                                                                               |  |
| 31. Juli 19:30 | Report | Punkte: D. do Amaral 22 Rebounds: D. do Amaral 14 Assists: P. Ribeiro 3 |         | Punkte: Z. Morrison 13 Rebounds: Z. Morrison 9 Assists: sieben Spielerinnen 1 |  |
| 31. Juli 19:30 | Report |                                                                         |         |                                                                               |  |

| 1. August 14:30 | Report | Peru                                                                                | 37 – 116 | Brasilien                                                                      |  |
| 1. August 14:30 | Report | Punkte pro Viertel: 6 : 29, 3 : 23, 11 : 31, 17 : 33                                |          |                                                                                |  |
| 1. August 14:30 | Report | Punkte: F. Debenedetti 12 Rebounds: L. Garcia 6 Assists: G. de Lorenzi, G. Durate 1 |          | Punkte: T. Nascimiento 17 Rebounds: F. do Nascimento 13 Assists: D. da Costa 6 |  |
| 1. August 14:30 | Report |                                                                                     |          |                                                                                |  |

| 1. August 19:00 | Report | Chile                                                                | 74 – 53 | Kolumbien                                                                                  |  |
| 1. August 19:00 | Report | Punkte pro Viertel: 15 : 10, 24 : 6, 23 : 13, 12 : 24                |         |                                                                                            |  |
| 1. August 19:00 | Report | Punkte: Z. Morrison 21 Rebounds: Z. Morrison 17 Assists: J. Novion 5 |         | Punkte: S. Olarte, T. Mosquera 10 Rebounds: L. Sanchez, M. Martinez 4 Assists: S. Olarte 3 |  |
| 1. August 19:00 | Report |                                                                      |         |                                                                                            |  |

| 2. August 14:30 | Report | Brasilien                                                                   | 90 – 35 | Kolumbien                                                        |  |
| 2. August 14:30 | Report | Punkte pro Viertel: 29 : 0, 20 : 5, 20 : 16, 21 : 14                        |         |                                                                  |  |
| 2. August 14:30 | Report | Punkte: F. Ribeiro 17 Rebounds: D. do Amaral 9 Assists: vier Spielerinnen 3 |         | Punkte: S. Olarte 9 Rebounds: T. Mosquera 7 Assists: S. Olarte 2 |  |
| 2. August 14:30 | Report |                                                                             |         |                                                                  |  |

| 2. August 19:00 | Report | Peru                                                                 | 44 – 96 | Chile                                                                |  |
| 2. August 19:00 | Report | Punkte pro Viertel: 18 : 29, 9 : 21, 4 : 27, 13 : 19                 |         |                                                                      |  |
| 2. August 19:00 | Report | Punkte: D. Scamarone 13 Rebounds: E. Gonzalez 6 Assists: L. Garcia 2 |         | Punkte: Z. Morrison 38 Rebounds: Z. Morrison 15 Assists: S. Basaez 6 |  |
| 2. August 19:00 | Report |                                                                      |         |                                                                      |  |

Gruppe B
| Platzierung | Mannschaft  | Punkte | G | V | Körbe   | Diff |
| ----------- | ----------- | ------ | - | - | ------- | ---- |
| 1           | Argentinien | 6      | 3 | 0 | 293:135 | +158 |
| 2           | Venezuela   | 5      | 2 | 1 | 218:229 | −11  |
| 3           | Paraguay    | 4      | 1 | 2 | 201:231 | −30  |
| 4           | Uruguay     | 3      | 0 | 3 | 144:261 | −117 |

| 31. Juli 16:30 | Report | Uruguay                                                                   | 46 – 67 | Venezuela                                                                 |  |
| 31. Juli 16:30 | Report | Punkte pro Viertel: 8 : 19, 14 : 13, 14 : 17, 10 : 18                     |         |                                                                           |  |
| 31. Juli 16:30 | Report | Punkte: M. Pereyra 25 Rebounds: M. Pereyra 7 Assists: drei Spielerinnen 1 |         | Punkte: I. Marquez 13 Rebounds: D. Wallen 12 Assists: vier Spielerinnen 2 |  |
| 31. Juli 16:30 | Report |                                                                           |         |                                                                           |  |

| 31. Juli 21:30 | Report | Argentinien                                                   | 83 – 34 | Paraguay                                                            |  |
| 31. Juli 21:30 | Report | Punkte pro Viertel: 18 : 3, 24 : 12, 19 : 10, 22 : 9          |         |                                                                     |  |
| 31. Juli 21:30 | Report | Punkte: G. Vega 29 Rebounds: G. Vega 15 Assists: M. Gretter 7 |         | Punkte: J. Ghiringhelli 8 Rebounds: I. Peña 7 Assists: M. Mercado 2 |  |
| 31. Juli 21:30 | Report |                                                               |         |                                                                     |  |

| 1. August 16:45 | Report | Venezuela                                                                  | 93 – 86 | Paraguay                                                                       |  |
| 1. August 16:45 | Report | Punkte pro Viertel: 19 : 17, 22 : 15, 20 : 23, 16 : 22. Overtime/s: 16 : 9 |         |                                                                                |  |
| 1. August 16:45 | Report | Punkte: R. Silva 28 Rebounds: D. Wallen 10 Assists: W. Perez 4             |         | Punkte: P. Ferrari 52 Rebounds: I. Peña, A. Huttemann 6 Assists: M. Mercado 12 |  |
| 1. August 16:45 | Report |                                                                            |         |                                                                                |  |

| 1. August 21:15 | Report | Uruguay                                                                      | 43 – 113 | Argentinien                                                                 |  |
| 1. August 21:15 | Report | Punkte pro Viertel: 4 : 29, 15 : 23, 14 : 29, 10 : 32                        |          |                                                                             |  |
| 1. August 21:15 | Report | Punkte: M. Pereyra 11 Rebounds: F. Somma 5 Assists: M. Pereyra, R. Dagnino 1 |          | Punkte: D. Gonzalez 17 Rebounds: C. Sanchez, G. Vega 6 Assists: N. Flores 4 |  |
| 1. August 21:15 | Report |                                                                              |          |                                                                             |  |

| 2. August 16:45 | Report | Paraguay                                                                      | 81 – 55 | Uruguay                                                                 |  |
| 2. August 16:45 | Report | Punkte pro Viertel: 16 : 12, 26 : 19, 20 : 12, 19 : 12                        |         |                                                                         |  |
| 2. August 16:45 | Report | Punkte: C. Aponte 22 Rebounds: drei Spielerinnen 5 Assists: J. Ghiringhelli 7 |         | Punkte: M. Guadalupe 18 Rebounds: M. Guadalupe 13 Assists: M. Pereyra 3 |  |
| 2. August 16:45 | Report |                                                                               |         |                                                                         |  |

| 2. August 21:15 | Report | Argentinien                                                           | 97 – 58 | Venezuela                                                                |  |
| 2. August 21:15 | Report | Punkte pro Viertel: 23 : 4, 24 : 19, 22 : 14, 28 : 21                 |         |                                                                          |  |
| 2. August 21:15 | Report | Punkte: D. Gonzalez 28 Rebounds: C. Sanchez 14 Assists: M. Gretter 10 |         | Punkte: R. Silva 11 Rebounds: C. Blanco, R. Silva 6 Assists: D. Wallen 2 |  |
| 2. August 21:15 | Report |                                                                       |         |                                                                          |  |

### Spiele um Platz fünf bis acht
| Halbfinale 3. August 2013 | Halbfinale 3. August 2013 | Halbfinale 3. August 2013 |                       |           | Finale 4. August 2013 | Finale 4. August 2013 | Finale 4. August 2013 |
|                           |                           |                           |                       |           |                       |                       |                       |
| A3                        | Kolumbien                 | 66                        |                       |           |                       |                       |                       |
| B4                        | Uruguay                   | 52                        |                       |           | Spiel um Platz fünf   | Spiel um Platz fünf   | Spiel um Platz fünf   |
|                           |                           |                           | A3                    | Kolumbien | 67                    |                       |                       |
|                           |                           |                           |                       | B3        | Paraguay              | 75                    |                       |
| B3                        | Paraguay                  | 82                        |                       |           |                       |                       |                       |
| A4                        | Peru                      | 47                        |                       |           |                       |                       |                       |
|                           |                           |                           | Spiel um Platz sieben |           |                       |                       |                       |
|                           |                           |                           | B4                    | Uruguay   | 61                    |                       |                       |
| A4                        | Peru                      | 49                        |                       |           |                       |                       |                       |
|                           |                           |                           |                       |           |                       |                       |                       |

| 3. August 15:30 | Report | Kolumbien                                                             | 66 – 52 | Uruguay                                                                              |  |
| 3. August 15:30 | Report | Punkte pro Viertel: 10 : 14, 18 : 11, 12 : 23, 26 : 4                 |         |                                                                                      |  |
| 3. August 15:30 | Report | Punkte: M. Martinez 23 Rebounds: T. Mozquera 11 Assists: L. Sanchez 3 |         | Punkte: M. Pereyra 16 Rebounds: J. Dibarboure 8 Assists: F. Martinelli, M. Pereyra 2 |  |
| 3. August 15:30 | Report |                                                                       |         |                                                                                      |  |

| 3. August 17:45 | Report | Paraguay                                                                                  | 82 – 47 | Peru                                                               |  |
| 3. August 17:45 | Report | Punkte pro Viertel: 24 : 11, 17 : 10, 11 : 8, 30 : 18                                     |         |                                                                    |  |
| 3. August 17:45 | Report | Punkte: P. Ferrari 20 Rebounds: M. Caraves, V. Aponte 6 Assists: M. Caraves, M. Mercado 3 |         | Punkte: M. Quiroz 16 Rebounds: X. Vega 8 Assists: F. Debenedetti 2 |  |
| 3. August 17:45 | Report |                                                                                           |         |                                                                    |  |

#### Spiel um Platz sieben
| 4. August 15:30 | Report | Uruguay                                                                      | 61 – 49 | Peru                                                                  |  |
| 4. August 15:30 | Report | Punkte pro Viertel: 16 : 16, 14 : 7, 12 : 6, 19 : 20                         |         |                                                                       |  |
| 4. August 15:30 | Report | Punkte: M. Guadalupe 23 Rebounds: M. Pereyra, Y. Lopez 6 Assists: F. Somma 5 |         | Punkte: M. Plasencia 15 Rebounds: L. Garcia 7 Assists: M. Plasencia 2 |  |
| 4. August 15:30 | Report |                                                                              |         |                                                                       |  |

#### Spiel um Platz fünf
| 4. August 17:45 | Report | Kolumbien                                                          | 67 – 75 | Paraguay                                                           |  |
| 4. August 17:45 | Report | Punkte pro Viertel: 27 : 13, 13 : 13, 18 : 16, 9 : 33              |         |                                                                    |  |
| 4. August 17:45 | Report | Punkte: M. Martinez 19 Rebounds: E. Garcia 10 Assists: S. Olarte 4 |         | Punkte: P. Ferrari 29 Rebounds: M. Mercado 9 Assists: P. Ferrari 3 |  |
| 4. August 17:45 | Report |                                                                    |         |                                                                    |  |

### Halbfinale
| Halbfinale 3. August 2013 | Halbfinale 3. August 2013 | Halbfinale 3. August 2013 |                     |           | Finale 4. August 2013 | Finale 4. August 2013 | Finale 4. August 2013 |
|                           |                           |                           |                     |           |                       |                       |                       |
| A1                        | Brasilien                 | 76                        |                     |           |                       |                       |                       |
| B2                        | Venezuela                 | 41                        |                     |           | Finale                | Finale                | Finale                |
|                           |                           |                           | A1                  | Brasilien | 67                    |                       |                       |
|                           |                           |                           |                     | B1        | Argentinien           | 58                    |                       |
| B1                        | Argentinien               | 68                        |                     |           |                       |                       |                       |
| A2                        | Chile                     | 58                        |                     |           |                       |                       |                       |
|                           |                           |                           | Spiel um Platz drei |           |                       |                       |                       |
|                           |                           |                           | B2                  | Venezuela | 56                    |                       |                       |
| A2                        | Chile                     | 74                        |                     |           |                       |                       |                       |
|                           |                           |                           |                     |           |                       |                       |                       |

| 3. August 20:05 | Report | Brasilien                                                                             | 76 – 41 | Venezuela                                                               |  |
| 3. August 20:05 | Report | Punkte pro Viertel: 14 : 13, 12 : 15, 18 : 4, 32 : 9                                  |         |                                                                         |  |
| 3. August 20:05 | Report | Punkte: D. do Amaral, F. Bibiano 16 Rebounds: D. do Amaral 10 Assists: D. do Amaral 4 |         | Punkte: R. Silva 8 Rebounds: C. Blanco 10 Assists: R. Silva, W. Perez 4 |  |
| 3. August 20:05 | Report |                                                                                       |         |                                                                         |  |

| 3. August 22:10 | Report | Argentinien                                                        | 68 – 58 | Chile                                                                              |  |
| 3. August 22:10 | Report | Punkte pro Viertel: 11 : 12, 21 : 13, 16 : 17, 20 : 16             |         |                                                                                    |  |
| 3. August 22:10 | Report | Punkte: M. Lineira 16 Rebounds: C. Sanchez 8 Assists: M. Lineira 3 |         | Punkte: Z. Morrison 21 Rebounds: Z. Morrison 11 Assists: J. Novion, V. Aragonese 2 |  |
| 3. August 22:10 | Report |                                                                    |         |                                                                                    |  |

### Spiel um Platz drei
| 4. August 19:55 | Report | Venezuela                                                       | 56 – 74 | Chile                                                             |  |
| 4. August 19:55 | Report | Punkte pro Viertel: 20 : 20, 8 : 13, 15 : 23, 13 : 18           |         |                                                                   |  |
| 4. August 19:55 | Report | Punkte: R. Silva 16 Rebounds: Y. Corrales 9 Assists: R. Silva 4 |         | Punkte: T. Gomez 19 Rebounds: Z. Morrison 16 Assists: J. Novion 4 |  |
| 4. August 19:55 | Report |                                                                 |         |                                                                   |  |

### Finale
| 4. August 22:00 | Report | Brasilien                                                                | 67 – 58 | Argentinien                                                   |  |
| 4. August 22:00 | Report | Punkte pro Viertel: 17 : 18, 18 : 18, 22 : 10, 10 : 12                   |         |                                                               |  |
| 4. August 22:00 | Report | Punkte: T. da Paixao 19 Rebounds: D. do Amaral 11 Assists: D. da Costa 6 |         | Punkte: G. Vega 18 Rebounds: G. Vega 10 Assists: M. Gretter 3 |  |
| 4. August 22:00 | Report |                                                                          |         |                                                               |  |

| Brasilien                       |
| Meister Brasilien               |
| Vierundzwanzigste Meisterschaft |

## Individuelle Statistiken

### Punkte
| Gesamt | Gesamt               | Gesamt | pro Spiel | pro Spiel            | pro Spiel    |
| Platz  | Name                 | Anzahl | Platz     | Name                 | Durchschnitt |
| ------ | -------------------- | ------ | --------- | -------------------- | ------------ |
| 1      | Paola Ferrari        | 115    | 1         | Paola Ferrari        | 23,0         |
| 2      | Ziomara Morrison     | 107    | 2         | Ziomara Morrison     | 21,4         |
| 3      | Gisela Veronica Vega | 88     | 3         | Gisela Veronica Vega | 17,6         |
| 4      | Damiris do Amaral    | 81     | 4         | Damiris do Amaral    | 16,2         |
| 5      | Maria Pereyra        | 78     | 5         | Maria Pereyra        | 15,6         |

### Rebounds
| Gesamt | Gesamt               | Gesamt | pro Spiel | pro Spiel            | pro Spiel    |
| Platz  | Name                 | Anzahl | Platz     | Name                 | Durchschnitt |
| ------ | -------------------- | ------ | --------- | -------------------- | ------------ |
| 1      | Ziomara Morrison     | 68     | 1         | Ziomara Morrison     | 13,6         |
| 2      | Damiris do Amaral    | 50     | 2         | Damiris do Amaral    | 10,0         |
| 3      | Carolina Sanchez     | 40     | 3         | Carolina Sanchez     | 8,0          |
|        | Gisela Veronica Vega | 40     |           | Gisela Veronica Vega | 8,0          |
| 4      | Tatiana Gomez        | 38     | 4         | Tatiana Gomez        | 7,6          |

### Assists
| Gesamt | Gesamt               | Gesamt | pro Spiel | pro Spiel            | pro Spiel    |
| Platz  | Name                 | Anzahl | Platz     | Name                 | Durchschnitt |
| ------ | -------------------- | ------ | --------- | -------------------- | ------------ |
| 1      | Melisa Paola Gretter | 24     | 1         | Melisa Paola Gretter | 4,8          |
| 2      | Maria Mercado        | 22     | 2         | Maria Mercado        | 4,4          |
| 3      | Debora da Costa      | 20     | 3         | Debora da Costa      | 4,0          |
| 4      | Taina Da Paixao      | 13     | 4         | Javiera Novion       | 3,0          |
| 5      | Javiera Novion       | 12     | 5         | Taina Da Paixao      | 2,6          |

### Steals
| Gesamt | Gesamt               | Gesamt | pro Spiel | pro Spiel            | pro Spiel    |
| Platz  | Name                 | Anzahl | Platz     | Name                 | Durchschnitt |
| ------ | -------------------- | ------ | --------- | -------------------- | ------------ |
| 1      | Melisa Paola Gretter | 16     | 1         | Melisa Paola Gretter | 3,2          |
|        | Maria Mercado        | 16     |           | Maria Mercado        | 3,2          |
| 2      | Maria Pereyra        | 14     | 2         | Maria Pereyra        | 2,8          |
|        | Roselis Silva        | 14     |           | Roselis Silva        | 2,8          |
| 3      | Taina da Paixao      | 12     | 3         | Taina da Paixao      | 2,4          |

### Blocks
| Gesamt | Gesamt            | Gesamt | pro Spiel | pro Spiel         | pro Spiel    |
| Platz  | Name              | Anzahl | Platz     | Name              | Durchschnitt |
| ------ | ----------------- | ------ | --------- | ----------------- | ------------ |
| 1      | Ziomara Morrison  | 7      | 1         | Ziomara Morrison  | 1,4          |
| 2      | Tathiana Mosquera | 6      | 2         | Tathiana Mosquera | 1,2          |
| 3      | Agostina Burani   | 5      | 3         | Agostina Burani   | 1,0          |
|        | Taina da Paixao   | 6      |           | Taina da Paixao   | 1,0          |
|        | Tatiana Gomez     | 6      |           | Tatiana Gomez     | 1,0          |

## Abschlussplatzierung
| Rang | Mannschaft  |
| ---- | ----------- |
| 1    | Brasilien   |
| 2    | Argentinien |
| 3    | Chile       |
| 4    | Venezuela   |
| 5    | Paraguay    |
| 6    | Kolumbien   |
| 7    | Uruguay     |
| 8    | Peru        |